# Джон Ланкастерский (сеньор де Бофор)
Джон Ланкастерский (англ. John of Lancaster, фр. Jean de Lancastre; до мая 1286 — 1317 или 1327) — сеньор Бофор (в Шампани) и де Ножан-л’Арто (в Иль-де-Франс) с 1302, младший сын Эдмунда Горбатого, 1-го графа Ланкастера, от второго брака с Бланкой д’Артуа.

## Биография
Джон происходил из английской королевской династии Плантагенетов. Его отцом был Эдмунд Горбатый, 1-й граф Ланкастер, второй сын короля Англии Генриха III, а матерью — Бланка д’Артуа, дочь графа Роберт I д’Артуа, одного из сыновей короля Франции Людовика VIII. Кроме того, первым браком Бланка д’Артуа была замужем за королём Наварры и графом Шампани и Бри Генрихом I Толстым; её дочь от этого брака, Жанна I Наваррская была замужем за королём Франции Филиппом IV Красивым.
Джон родился не позже мая 1286 года и был младшим из трёх сыновей Эдмунда Горбатого. Его двое старших братьев, Томас, 2-й граф Ланкастер, и Генри, 3-й граф Ланкастер, играли заметную роль в английской политике. Джон же жил во Франции, где унаследовал сеньории Бофор (в Шампани) и Ножан-л’Арто в Иль-де-Франсе. Обстоятельства их получения не совсем ясны; вероятно, он унаследовал их в мае 1302 года после смерти матери.
Не позже 1312 года Джон женился на Алисе де Жуанвиль, дочери известного хрониста и биографа Людовика IX Святого Жана де Жуанвиля, вдове Жана, сеньора д’Арси-сюр-Об и де Шатене. Однако брак так и остался бездетным.
Джон умер во Франции в 1317 или в 1327 году. Его владения унаследовал старший брат Генри.

## Брак
Жена: не позже 1312 Алиса де Жуанвиль (ум. после 19 апреля 1336), дочь Жана де Жуанвиля, сеньора де Жуанвиль и сенешаля Шампани, и Алисы де Рейнель, вдове Жана д’Арси-сюр-Об. Детей не было.